# Iuri Mélikhov
Iuri Mélikhov (rus: Юрий Афанасьевич Мелихов)  (Sant Petersburg, 1 d'abril de 1937 - febrer 2000) va ser un ciclista soviètic, d'origen rus, que va córrer durant els anys 60 del segle xx.
Va participar en dos Jocs Olímpics: els de 1960, a Roma, en què guanyà una medalla de bronze en la contrarellotge per equips, junt a Víktor Kapitónov, Ievgueni Klevtsov i Aleksei Petrov i quedà quart en la cursa en ruta; i els de 1964, a Tòquio, en què quedà cinquè en aquesta contrarellotge per equips i seixantè en la individual.
En el seu palmarès també destaquen la Cursa de la Pau i el Campionat Soviètic en ruta de 1961.

## Palmarès
- 1958
  -  Campió de l'URSS per equips
  - Vencedor de 3 etapes de la Volta a Egipte
- 1959
  - Vencedor d'una etapa de la Cursa de la Pau
  - Vencedor de 3 etapes de la Volta a Sotxi
- 1960
  -  Medalla de bronze als Jocs Olímpics de Roma en contrarellotge per equips
- 1961
  -  Campió de l'URSS en ruta
  - 1r a la Cursa de la Pau i vencedor de 5 etapes
  - 1r a la Neuseen Classics – Rund um die Braunkohle
- 1963
  - Vencedor de 3 etapes al Tour de l'Avenir
  - Vencedor d'una etapa de la Volta a Luxemburg
- 1965
  - Vencedor de 2 etapes de la Cursa de la Pau
  - Vencedor de 2 etapes de la Volta a Iugoslàvia